# La Grandera
El zoológico La Grandera está situado en Cangas de Onís, Asturias, España. 
Es propiedad de Faunastur S.L.. Dentro del recinto del parque funciona un centro de recuperación de fauna salvaje.

## Cría de animales
En el centro se han criado en cautividad lobo polar (Canis lupus albus), cárabo lapón (Strix nebulosa) y alimoche (Neophron percnopterus) entre otras especies.
Es el único centro de España que ha conseguido reproducir alimoches en cautividad. Mantiene un convenio de colaboración con GREFA para crear un núcleo reproductor de alimoches con el que comenzar un futuro proyecto de reintroducción en la Comunidad de Madrid.
El centro no es miembro de asociaciones internacionales de zoológicos (AIZA, EAZA, WAZA) ni los animales criados en cautividad en el centro se incluyen en programas internacionales de conservación ex-situ (EEP o ESB).